# Theater De Vest
Theater de Vest, ook wel TAQA Theater De Vest of kortweg De Vest genaamd,  is een theater in het centrum van de plaats Alkmaar, in de Nederlandse provincie Noord-Holland.
Het theater ligt vlak bij de Grote Kerk aan het Canadaplein op nummer 2 en kent een brede programmering van verschillende evenementen uit binnen- en buitenland, zoals cabaret, musical, toneel, opera, jeugd, dans, klassieke muziek en theaterconcerten. Het is een stadsschouwburg met twee theaterzalen: De 'Grote Zaal' heeft 700 zitplaatsen en is uitgerust met een balkon, een orkestbak en een lijsttoneel. De 'Kleine Zaal' heeft 280 zitplaatsen en een vlakke vloer. Verder kan er een lunch, diner of een borrel in het theatercafé, Grand Café Klunder, gebruikt worden. 

Naast De Vest aan het Canadaplein, in de volksmond ook wel het cultuurplein genoemd, zijn er nog 4 culturele partners gevestigd; het Stedelijk Museum Alkmaar, Artiance Centrum voor de Kunsten, de Grote Kerk en de Bibliotheek Kennemerwaard.
Het theater werd gebouwd in 1977/1978 naar ontwerp van architect J.W. van der Scheer. De opening vindt plaats op 29 september 1978 met een vijftien dagen durend festival.
In 2000 werd de foyer verbouwd en kreeg de Grote Zaal 850 zitplaatsen.

## Zie ook

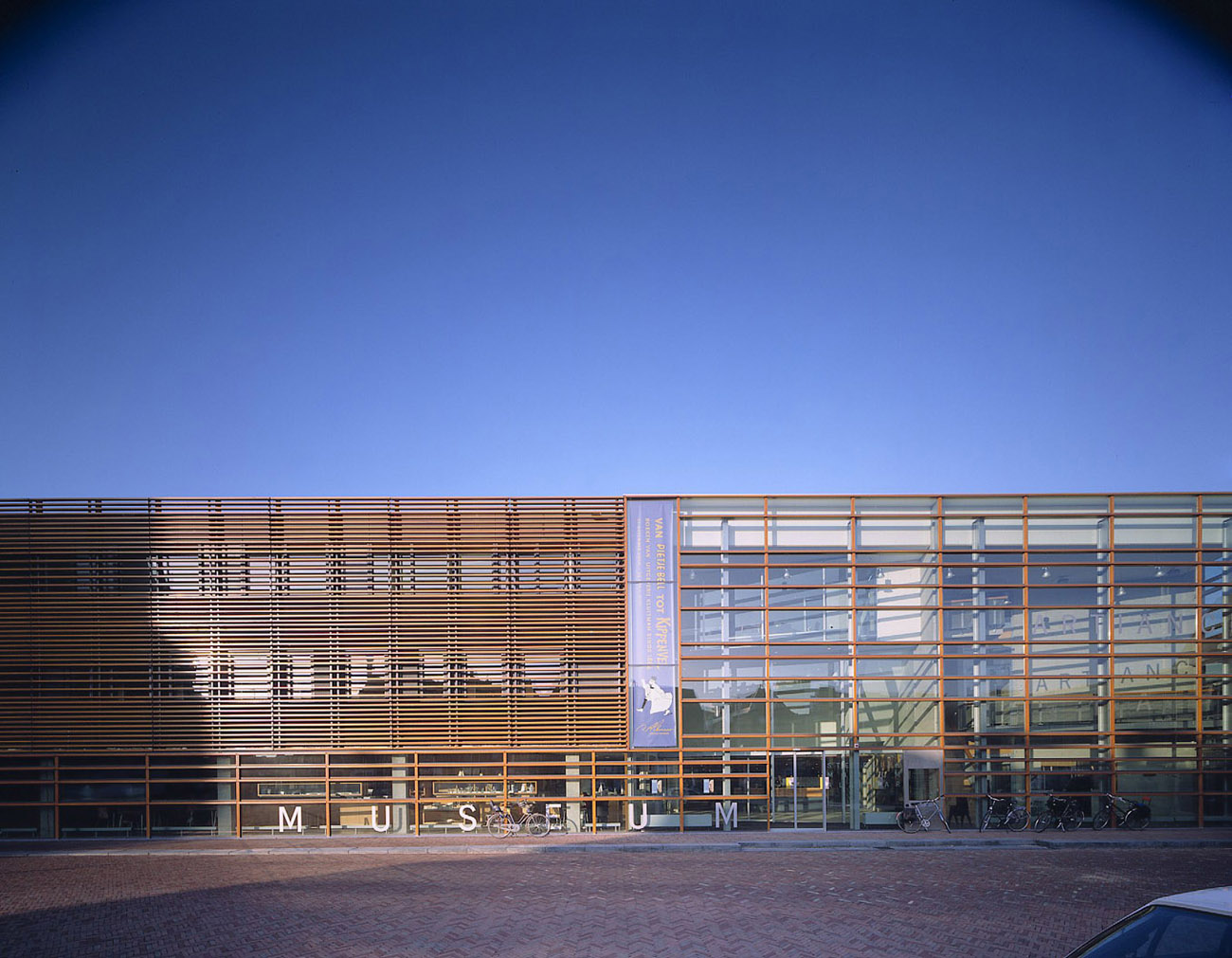
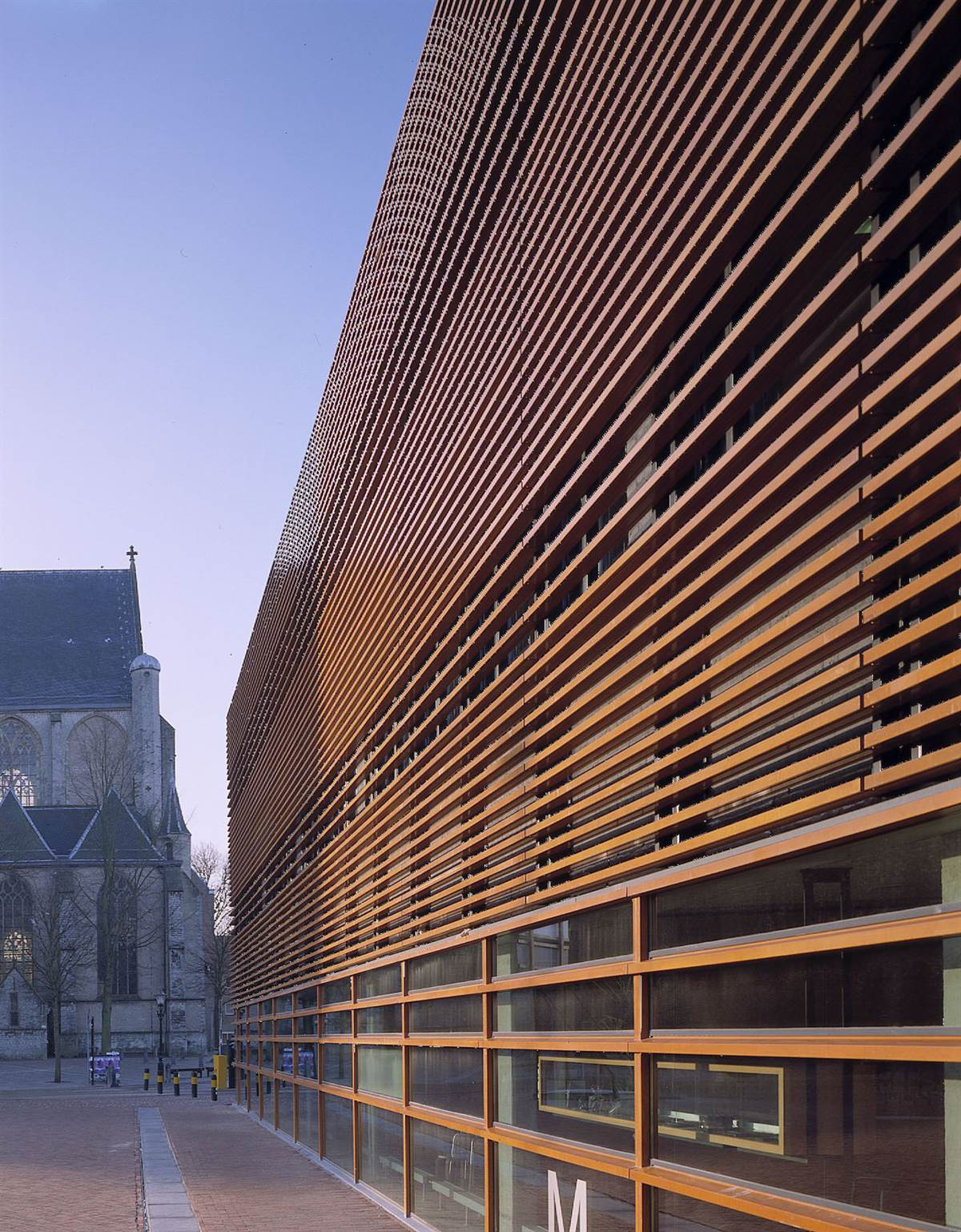
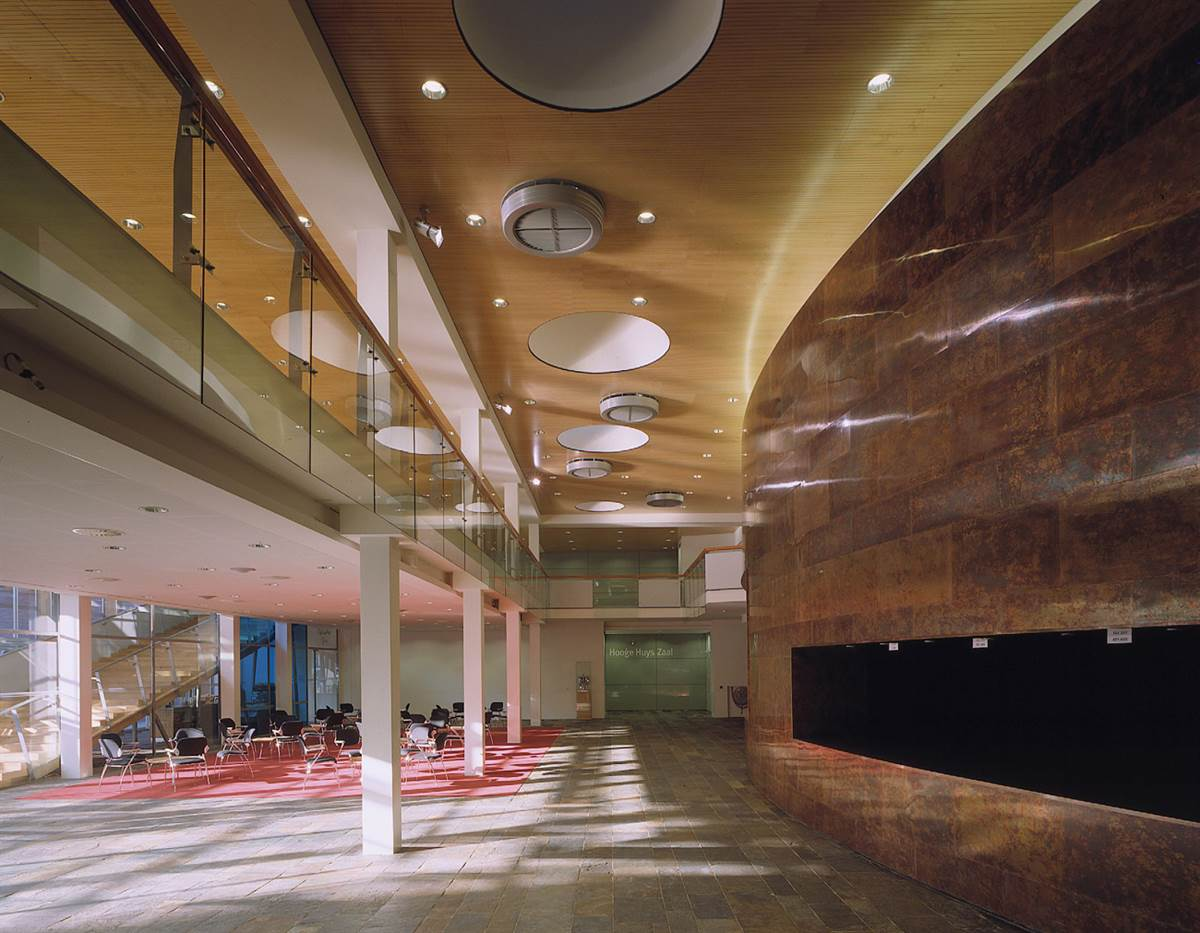
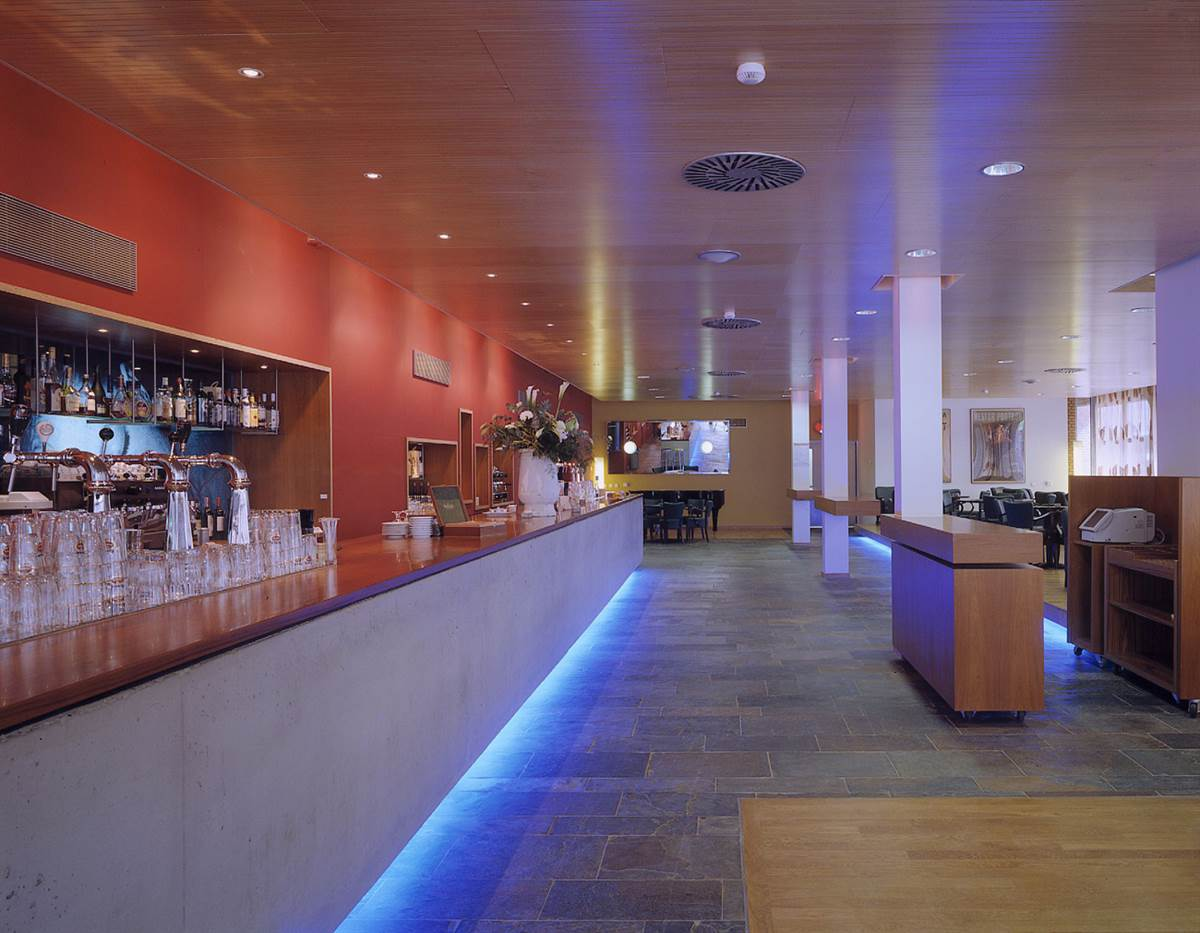
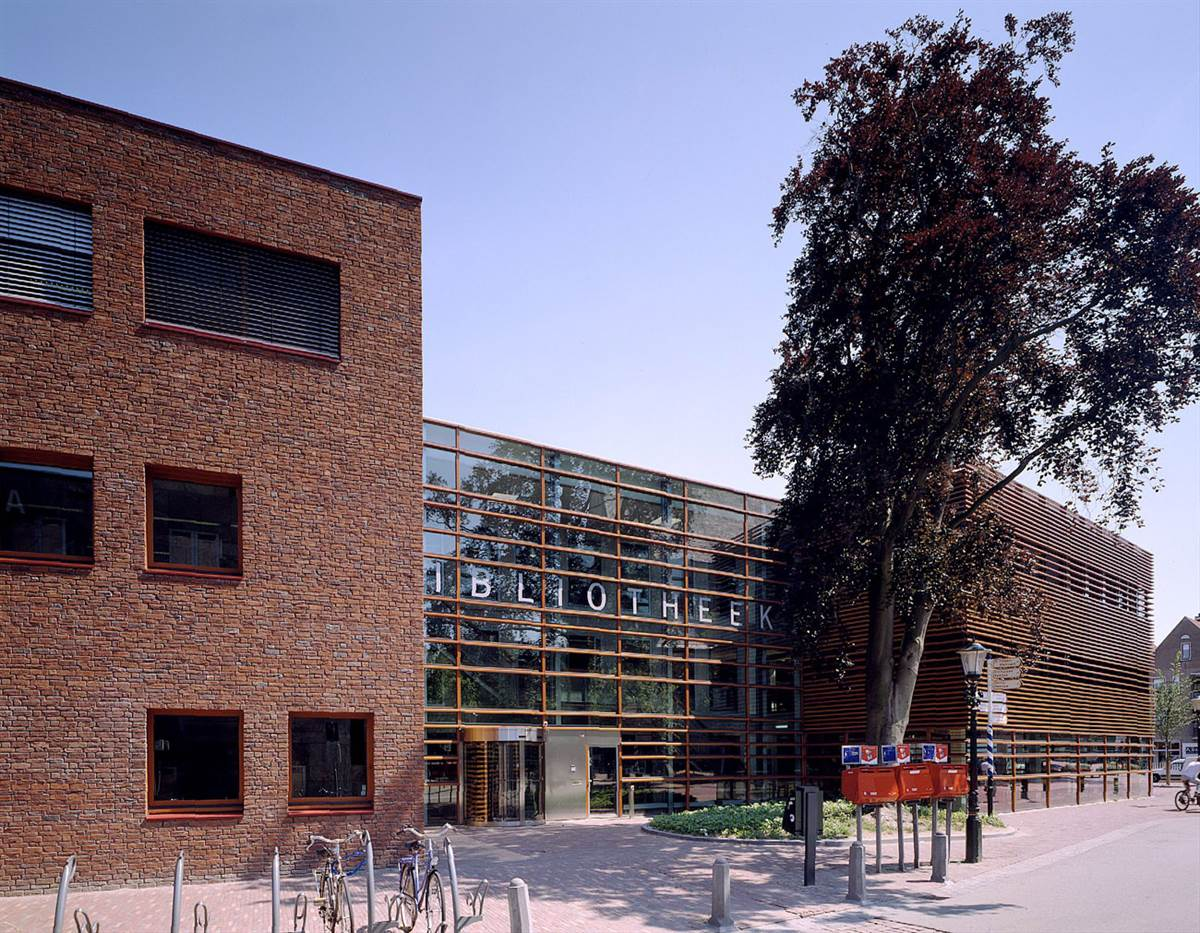
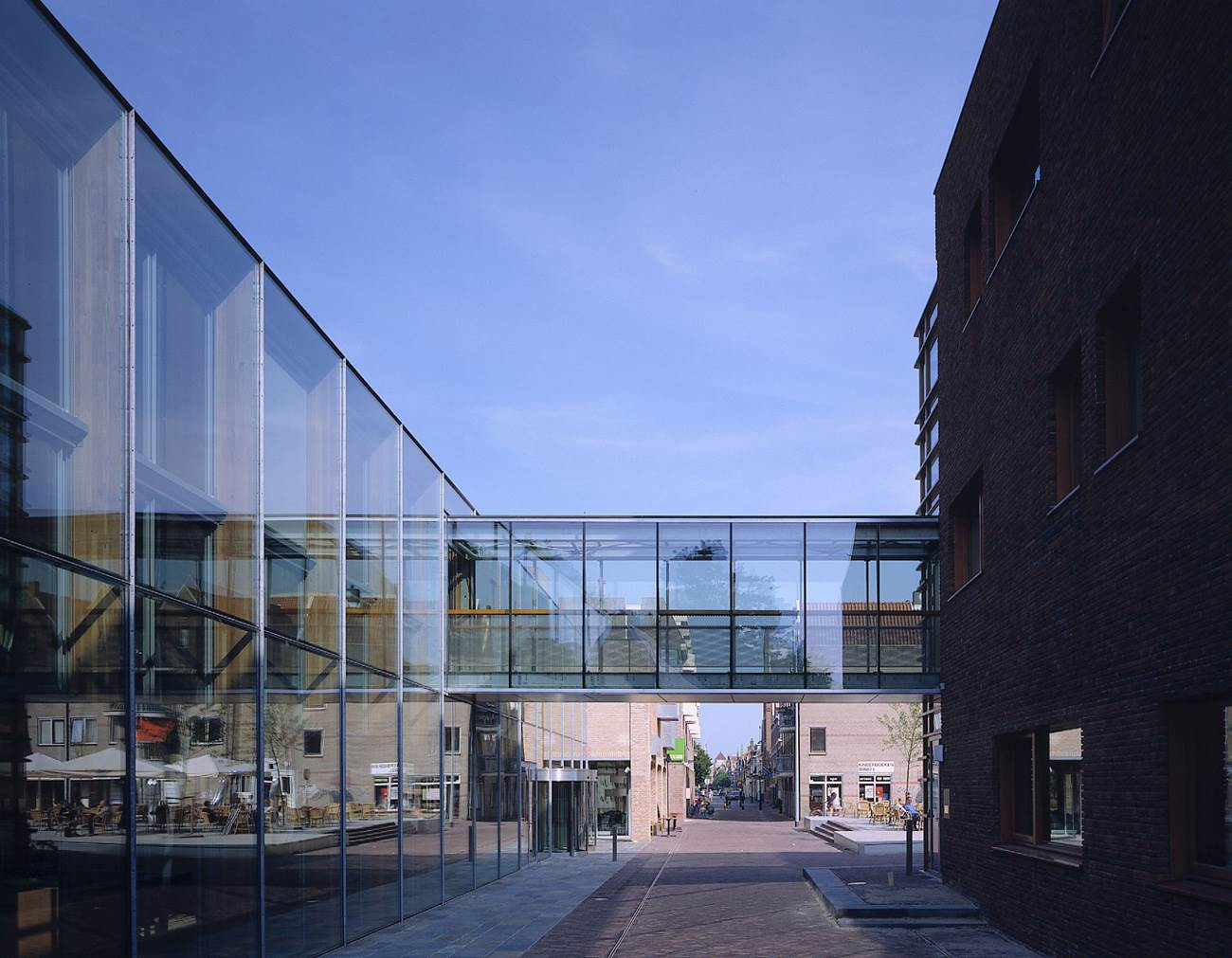